# یو وون کن
یو وون کن (انگلیسی: Yeo Woon-kon؛ زادهٔ ۴ سپتامبر ۱۹۷۴) ورزشکار هاکی روی چمن اهل کره جنوبی است.
وی در مسابقات کشوری و بین‌المللی در مجموع برندهٔ ۱ مدال طلا، ۲ مدال نقره، ۱ مدال برنز شده‌است.